# The Blind Watchmaker
The Blind Watchmaker – telewizyjny film edukacyjny zrealizowany dla BBC HORIZON na podstawie książki pod tym samym tytułem przez Jeremiego Taylora i Richarda Dawkinsa. Zdobył nagrodę Sci-Tech Award for Best Science Documentary of the year.
Najpierw przedstawia tezy kreacjonistów a później prezentuje dowody na to, że są błędne. Główną tezą filmu jest to, że złożoność jaką możemy zaobserwować w naturze może być wyjaśniona za pomocą wyłącznie długotrwałego procesu selektywnego doboru naturalnego.